# 红色棘胎鳚
紅色棘胎鳚（學名：Acanthemblemaria mangognatha），為輻鰭魚綱鳚形目煙管鳚科棘胎鳚屬的一種，被IUCN列為易危保育類動物，分布於東太平洋雷維利亞希赫多群島海域，深度1至31公尺，本魚體延長、頭短鈍，頭頂的眼睛後面覆蓋著短刺，眼睛之間的內排位於骨脊上，眼睛邊緣和下方以及吻部有刺，鼻孔及眼睛上方有觸鬚，口腔頂部側面有兩排發育良好的牙齒，體色多變化，身體中線常有一系列褐色斑點，臉頰上有2個類似的斑點，下顎前部為黃橙色，後部為紅紫色，頭部和身體上經常出現小藍點，虹膜有橙色或黃色的內圈，繁殖期時雄魚全身黑色，除了下顎和臉頰上的斑點為橙色，背鰭硬棘23-25枚、背鰭軟條12-14枚、臀鰭硬棘2枚、臀鰭軟條24-27枚，體長可達3.1公分，棲息在礁石區，通常躲在空藤壺殼或管蟲空巢穴，以浮游動物為食，雌魚產附著性卵，由雄魚守護魚卵，生活習性不明。